# Campeonato Mundial Sub-17 de Futsal de 2024 (AMF)
El Campeonato Mundial Sub-17 de Futsal de la AMF 2024 fue la segunda edición de este torneo y participaron 12 selecciones nacionales. Se disputó del 20 al 26 de mayo del 2024 y su sede fue el Alto Paraná en la Ciudad del Este en Paraguay. El torneo lo organizó la Asociación Mundial de Futsal (AMF) y la Federación Paraguaya de Fútbol de Salón (FPFS). Este fue el quinto mundial que se disputó y se desarrolló en el marco de la guerra deportiva entre la AMF vs. FIFUSA por el dominio del fútbol de salón luego de la división que se generó por la refundación de la FIFUSA a mediados del año 2022 separándose de la política de la AMF.

## Elección de la sede
Esta es una cronología entre las sedes o candidatos mundialistas que a lo largo de un periodo de tres a cuatro años fueron seleccionados por la AMF, como también países que pretendían desarrollar el mundial en su país o que circularán rumores de su interés por organizar el torneo juvenil.
- Estados Unidos (precandidato 2019)
- Sudáfrica (precandidato 2019)
- Uruguay (candidato y sede 2019-2020)
- Chile (sede delegada 2020-2022)
- Venezuela (candidato delegado y sede premundialista 2022)
- Paraguay (1) (candidato delegado 2022)
- Colombia (sede mundialista delegada 2022-2023)
- Paraguay (2) (candidato y sede mundialista actual 2024)

## Antecedentes

### Complicaciones para realizar el mundial
Desafortunadamente, para la AMF se le han presentado unas sin fin de cantidades de inconvenientes inoportunos sobre el tema de llevar a cabo este torneo mundialista juvenil.
Estas causas varían como postergamiento del torneo, múltiples sedes y una gran variedad de candidatos, entre otras cosas por diversos factores explicados a continuación.

### Rivalidad con la FIFUSA
El año pasado, a mediados de agosto, la FIFUSA renació para compartirle a la AMF en todos los torneos que elabore y organice. Probablemente la FIFUSA lleve a cabo los dos mundiales femenino y Sub-17 tras su reactivación y el mundial juvenil este para mediados de junio, compitiendo con el Sub-17 de AMF en mayo.
También el año pasado AMF contó con la mala suerte de que Argentina y Brasil se desafiliaron de su organización y por eso no participarán en este mundial. Sin embargo hay rumores de que en Argentina funden una nueva organización con los que no están de acuerdo con la CAFS y sería avalada por la AMF y habría una pequeña oportunidad y posibilidad de que Argentina regrese a la AMF bajo está organización.
Ahora supuestamente la FIFUSA, por medio del miembro y presidente de la CAFS; Pedro Bonetti, creó una carta invitando a las federaciones de otros países usando el sello de la AMF para realizar el mundial femenino. Esto podría causar problemas graves en contra de la FIFUSA por parte de la AMF.

### Países precandidatos en 2019
Habían fuertes rumores desde finales del 2018 y comienzos del 2019 de que Estados Unidos podría ser anfitriones del mundial y se postularon como candidatos a ser sede. 
En marzo de 2019, Sudáfrica se postuló como candidata para realizar el mundial, y junto a Estados Unidos, fueron aspirantes para organizar el mundial y en ese mismo mes Uruguay también se postuló como candidata. 
Sin embargo en abril de 2019 las precandidaturas de Estados Unidos y Sudáfrica fueron descartadas y aquí la candidatura de Uruguay tomó más fuerza para ser la sede del mundial.

### Uruguay es escogida como sede
Luego de pasar una cantidad de meses, se hacían más fuerte los rumores de que Uruguay era la elegida para asumir las riendas de ser la anfitriona. 
Tiempo después, se estaba disputando y desarrollando el mundial sub-13 en Reus, Cataluña. Tal y como se esperaba y lo que era un secreto a voces, la AMF escogió y confirmó a Uruguay como sede del torneo mundial sub-17. 
La noticia se oficializó a finales de 2019 para que el torneo se llevará a cabo en el año 2020, más específicamente en el mes de noviembre. Junto con Paraguay, quien fue escogido como sede del mundial sub-15 para el mismo año en el mes de junio, que después se postergó para julio de ese mismo año.

### Primer postergamiento por COVID-19
A pesar de oficializar el mundial en tierras charrúas, debido a los problemas que aquejaron a todo el mundo por la COVID-19 y la posterior Pandemia de COVID-19 terminó alterando el mundo a nivel global.
Esto causó problemas económicos en el planeta y por esa razón todas las actividades de toda clase (empresariales, deportivas, laborales, estudios, gubernamentales) tuvieron que detenerse, cancelarse o postergarse.
Entonces por esa razón se aplazó el torneo mundialista juvenil sub-17 a una fecha sin determinar hasta que se diera un nuevo aviso sobre este tema.

### Uruguay renuncia a ser sede
Después de unos meses Uruguay renunció a ser el anfitrión del mundial por los problemas de crisis sanitaria.
Todo esto sucedió debido a los estragos múltiples que ocasionó el COVID-19 y por la crisis global que pasaba el mundo por esa época.
Además ya que se propagó la enfermedad más rápido debido al porcentaje de contagiados de la cantidad de habitantes ya que sobrepasaban más de la mitad de la población.
Debido a esto no les quedó de otra que retirarse de ser anfitriones del mundial, además de que no querían arriesgar a los jóvenes por el bien de su salud.

### Chile es delegada como sede
Después, de manera inmediata, rápida y efectiva, se delegó a Chile como país organizador del torneo, mientras se desarrollaba el mundial sub-15 en Paraguay.
Sin embargo se tuvo que postergar continuamente la fecha del mundial de 2020 al año 2021 y más tarde para el 2022 en suelo austral, debido a las repercusiones mundiales del COVID-19.

### Reelección de Rolando Juan Alarcón Ríos
A finales de 2021, más específicamente en noviembre mientras se desarrollaba el mundial Sub-15 en Paraguay se realizaron las elecciones presidenciales de la AMF. Por un lado estaba Rolando Juan Alarcón Ríos buscando su sexto mandato y por el otro bando Bonettini deseaba ser presidente con Manuel Sánchez Aguirre como vicepresidente. Al final ganó Alarcón y sumo su sexto mandato como presidente de la AMF 2021-2025 y aquí fue un punto de inflexión porque esto no fue bien visto por Bonettini y Sánchez quienes luego de meses se fueron de la AMF para refundar a la FIFUSA.

### Segundo postergamiento por el mundial en Catar
Luego de un tiempo estaba organizando y previsto que el torneo se disputara del 28 de noviembre al 4 de diciembre de 2022 y ya Chile tenía a la mascota para el torneo.
Sin embargo el mundial fue aplazado para abril del 2023 debido a situaciones logísticas por el hecho de que dentro de este tiempo se disputó el Mundial de Fútbol de Catar 2022.
Las razones que dieron fueron por los temas televisivos y de difusión de medios y redes sociales ya que iban a estar copados por el mundial de fútbol.
Un graso error ya que la AMF sabía que FIFA había confirmado en 2015 que el mundial en Catar se debía trasladar a fines de año en el 2022.

### Chile fracasa y pierde la sede
Luego de que confirmarán a Chile para ser la sede del mundial por razones desconocidas, o renunció a ser la anfitriona del mundial o le quitaron la sede del certamen. Cualquiera de las dos opciones, el hecho era que Chile ya no iba a albergar el mundial
Aquí varias razones por las cuales le habrán quitado a Chile la posibilidad de acoger el torneo: En el país no acogen tan bien el deporte del futsal como en otros sectores tradicionales como Colombia, Paraguay o Cataluña y mucho menos si se trata de una selección juvenil como la sub-17.
También la poca publicidad y divulgación del torneo en cuestión, además de la pobre difusión que le dan a su selección en redes sociales. Un ejemplo de ello fue la nula información sobre la participación mundialista de las mujeres en la competencia celebrada en Mosquera.
Por ahí la sede del torneo mundialista sub-17 se la debieron quitar a Chile a mediados de septiembre gracias a las  internas de los directivos de la AMF.
Con la realización del congreso de la AMF mientras se llevaba a cabo todo el mundial femenino en Mosquera, Cundinamarca (Colombia), se hizo saber a la opinión pública la decisión tomada aunque ya se había filtrado la información que era otro secreto a voces.

### Surgen nuevos candidatos
Tras el inconveniente de la pérdida de la sede a Chile, la AMF barajó teniendo como opciones a Paraguay o Venezuela para ser la sede oficial de torneo mundialista. 
Esto se dio a saber gracias a que después de que anunciaran que Chile no era más la sede, la AMF había postulado a estas dos candidaturas para ser la sede del torneo.

### Razones de candidatura a Venezuela
Se desconocen las causas por las cuales la AMF postuló a Venezuela como candidata para albergar el mundial juvenil. 
Aunque se puede suponer que es por ser un país sudamericano y eso es muy importante ya que Sudamérica es la cuna del fútbol de salón y la segunda razón es por la fidelidad y compromiso que tienen a la AMF.
También es porque deseaban variar y extender el mercado del deporte del fútbol de salón a otros países que no se les habían dado la posibilidad de llevar estos eventos a cabo.

### Razones de candidatura a Paraguay
Las razones por las cuales la AMF barajó a Paraguay como candidato mundialista son la confianza depositada y la fidelidad de ambas partes, así como la infraestructura sólida que tiene el territorio albirrojo en cuanto a los estadios para el futsal.
También es el constante éxito que ha tenido Paraguay en acoger competencias de mayor peso como mundiales y sudamericanos tanto de clubes como de selección. 
Además se debe señalar que Paraguay llevó a cabo dos mundiales juveniles (sub-17 en 2016 y sub-15 en 2021) y sobre todo el nombre que es Paraguay para la AMF y para el deporte en sí y la relevancia de este país a lo largo de estos años.
Sumando también la importancia de los medios de comunicación y las redes sociales, mostrando al público mediante transmisiones en vivo con el correcto y excelente cubrimiento para sus torneos nacionales de clubes y todas las categorías de selecciones.

### Venezuela es sede premundialista oficial
Supuestamente, según una página web de una prensa boliviana, pretenden organizar y planificar el torneo nacional sub-17 de su nación con miras al mundial probablemente en Venezuela.
Esa nota de prensa salió a la luz el 3 de octubre de 2022 lo que hacia entrever que Venezuela posiblemente hubiese llegado como anfitriona para este mundial en 2023.
En el congreso del Mundial Femenino 2022 se confirmaron torneos a desarrollarse en 2023, entre ellos el mundial en Caracas, Venezuela.
También tomaron la decisión de quitarle la sede a Argentina del mundial sub-20 a desarrollarse en su país y ahora la nueva sede es en Barcelona, España y por consiguiente Cataluña es el local, debido al rompimiento de relación entre la CAFS y la AMF. 
Sin embargo la sede de Caracas, Venezuela iba a recibir una previa inspección técnica para revisar si podían cumplir todos los requisitos que solicitaba la AMF entretanto la sede que recibió Cataluña es totalmente oficial.
Por ese momento estaban preseleccionados a ser anfitriones de este mundial juvenil y debieron pasar esa previa inspección técnica para ser oficial, la cual debía hacerse y realizarse antes del 20 de noviembre del 2022, porque en este día había que confirmar la ciudad y el país como sedes para este mundial.
Mario Giménez, presidente de la Confederación Sudamericana de Futsal, fue regentado por la AMF para ser el inspector de los escenarios y revisaría la logística que recibe a las selecciones en Caracas, Venezuela para evaluar si el país estaba preparado para recibir el mundial.

### Fracaso de Venezuela al perder la sede
Debido a la demora de la respuesta de Mario Giménez a la FEVEFUSA y a la opinión pública, ya que se estaba dilatando pasando los días lo cual generaba ciertas sospechas y suspicacias.
Al final se confirmó que Venezuela no aprobó la previa inspección técnica de la AMF y por lo tanto no será la sede del torneo, además de que se habrá descartado también a Paraguay ya que el mundial anterior fueron anfitriones y no tendría sentido volver a postularse.
Las razones podrían haber sido el tema de los conflictos políticos, sociales, económicos y deportivos de Venezuela. También el hecho que la FEVEFUSA tiene mucho desorden y corrupción con muchos conflictos en su organización.
Añadir que no tienen modo de transmitir de una manera fiable, verídica y efectiva por redes sociales para poder llevar al resto del mundo los partidos del mundial.
Un ejemplo de su pobre difusión fue no haber revelado información de la participación de las mujeres en el mundial femenino en Mosquera, el mismo error que cometió Chile.
También preocupaba el problema del turismo porque debían recibir a 144 jugadores de las 12 delegaciones que iban a venir, sumando los cuerpos técnicos de los equipos, los utileros, la prensa y los delegados de la AMF, los fanáticos de cada selección, entre otras personas y Venezuela no cuenta con los recursos para recibir a tanta gente.

### Colombia se suma al listado de candidatos
A través de las redes sociales, se estaba confirmando en el año 2023 que pueda ser que Colombia acoja y sea la sede de este torneo.
Las razones por la cual circulan estos rumores de la posible sede mundialista en tierras cafeteras son las siguientes: la primera es la difusión que Colombia práctica con todos los torneos, información, directos, en vivos que publican en sus redes sociales.
La segunda es la confianza que tiene la AMF en Colombia para realizar mundiales ya que van cuatro torneos en un intervalo de los últimos 11 años y también cumplen con los torneos continentales de clubes, sudamericanos gracias a la infraestructura. 
La tercera podría ser el seguimiento que realiza Colombia para todas sus selecciones y sus categorías (masculina y femenina absolutas sumando a las juveniles).
La cuarta es la seguridad y la infraestructura que ofrecen los coliseos en los que tiene Colombia y la mayoría son de mayor nivel, junto con el turismo, hospedaje, seguridad logística, transporte, cultura que ofrecen el combinado patrio colombiano. 
Y la quinta y sobre todo la más importante es que Colombia se ha transformado y convertido a través del tiempo en una de las cunas como piedra angular del deporte de fútbol de salón denominado microfútbol en su tierra.
A pesar de las dificultades que presentan desarrollar estos tipos de eventos y de por sí el deporte, Colombia le ha dado un espacio al futsal como cultura en los barrios cuando los más pequeños han usado las calles como campo de juego usando piedras y maletas como arco, inmortalizando el micro en el país.
Se debía elegir al anfitrión del mundial a más tardar hasta el mes de enero del 2023 ya que tocaba organizar la sede y la ciudad que lo acogerá con el estadio, hoteles y viáticos.
También confirmar los equipos participantes y tener listo el sorteo a más tardar en marzo del mismo año si pretendían llevar a cabo el torneo en abril como lo tenían previsto.

### Colombia es sede oficial
Mediante su página oficial y sus redes sociales, el 13 de enero del  2023, la AMF confirmó la sede de los mundiales: el de la categoría absoluta para octubre del 2023, en México y a Colombia con Villavicencio como ciudad para mayo del mismo año y también en agosto el certamen intercontinental de clubes.
El mundial, que previamente estaba programado para el mes de abril del 2023, se aplazó para el mes de mayo del mismo año. Puede ser que la razón principal por la cual se haya tomado está decisión sea por temas logísticos.
Esto es con el fin de que Colombia se pudiera preparar de una forma más adecuada con el fin que se realizara el mundial juvenil para no correr ningún tipo de contratiempos a futuro.
El día 8 de febrero del presente año, la AMF delegó que el mundial juvenil de Colombia se realice en la segunda quincena del mes de mayo de 2023. En otras palabras quiere decir que el mundial se podría llevar a cabo desde el 16 de mayo hasta el 31 de mayo.
Hay que acotar que el mundial en México también va a comenzar en la segunda quincena del 2023 y días más tarde se confirmó que el mundial comience el 15 de octubre del 2023.
También se dio a conocer que el mundial iba a seguir contando con los mismos 12 cupos clásicos de siempre en categorías juveniles.
Según este medio de prensa, ya se estaban dando acercamientos entre el director del instituto de deporte y recreación del Meta, Fabián Torres Cantillo con el presidente de la Federación Colombiana de Fútbol de Salón, Cristóbal Estupiñán García. Esto causó que se ventilara la opción de que Villavicencio fuera la sede principal del mundial.
El diálogo de los dos dirigentes deportivos giro en torno y alrededor a la posición que está tomando la AMF en relación con la asignación sobre las sedes para los próximos torneos mundialistas
Adolfo Conde, técnico de fútbol de salón en el Meta, será el encargado de dirigir a la selección colombiana Sub-17, según lo manifestó el propio estratega de este popular deporte.
Esto desata varios rumores del posible escenario deportivo, en donde la mayor posibilidad de que se juegue los encuentros de este torneo sea el Coliseo Álvaro Mesa Amaya.
Se deduce que la AMF decidió escoger a Colombia como la sede del torneo fue desde el 20 de noviembre de 2022, cuando Venezuela no pasó la previa inspección técnica hasta el 30 del mismo mes, cuando se disiparon los rumores de la sede mundialista a Colombia, lo que se convirtió en un secreto a voces.

### Tercer postergamiento por suspensión del torneo al 2024
El 28 de marzo del 2023, la Asociación Mundial de Futsal informó a la opinión pública que no se pudo concretar la realización del mundial de futsal en Villavicencio, Colombia donde estaba previsto llevarse a cabo para el mes de mayo del 2023. 
Contando con poco tiempo para una reorganización la AMF resolvió suspender de nuevo este campeonato y trasladarlo para el año 2024. Se informará en un futuro el rumbo de este torneo.
Se desconoce si Colombia seguirá siendo la sede del mundial por la suspensión del mismo.
La selección de Cataluña, a través de la decisión de la Federación Catalana de Fútbol Sala va a seguir con los entrenamientos de los jóvenes categoría sub-17 a pesar de la suspensión del mundial.

### Razones por la suspensión del mundial
En primer lugar, la razón principal por la cual se suspendió el mundial hasta el año 2024 fue porque la sede no estaba lo suficientemente preparada para recibir el certamen. Esto fue debido al poco tiempo que se le otorgó luego de su confirmación a finales de noviembre del año pasado.
La segunda razón fue que la competencia (FIFUSA) ha logrado dividir a los amantes aficionados del microfútbol colombiano y también a algunos directivos de alto rango, aunque la FCFS ha logrado mantenerse en pie a pesar de la división que ha provocado la ACFS.

### Rumores del regreso de Brasil a la AMF
Se llevó a cabo desde el martes 1 hasta el sábado 5 de agosto de 2023 la edición número 43 del campeonato sudamericano de clubes zona sur en el moderno polideportivo del Sportivo José Meza en la Ciudad de Ñemby, departamento central de la República del Paraguay con clubes chilenos, uruguayos, paraguayos y brasileños y entre ellos participó el equipo brasileño de Raimundi-Daghetti.
Además de este evento, hubo un partido de desafío internacional de carácter amistoso entre los conjuntos de Jave de Uruguay vs Jaguarao Futsal de Brasil, que terminó con un marcador de 7 a 2 a favor del club charrúa, siendo este fue un partido preparatorio para este sudamericano de clubes zona sur.
Puede ser que algunos equipos, como Raimundi-Daghetti o Jaguarao Futsal, de Brasil, estén en contra de la Confederación Brasileña de Fútbol de Salón (CFSB) y se hayan desafiliado de la misma, también de que quieran estar bajo la Asociación Mundial de Futsal para participar en sus competencias.
Además hay que tener en cuenta que la AMF no permitiría estos encuentros si los equipos no estuvieran afiliados a su confederación. Se podría dar la posibilidad que en el futuro funden una organización brasileña de futsal y esta se afilie a la AMF para disputar sus próximos torneos a nivel de selección y con esto hay una pequeña probabilidad de que Brasil este presente en este mundial en México.

### Brasil regresa a la AMF
La selección brasileña estará en el mundial de futsal de la AMF y ya delegaron al nuevo cuerpo técnico de cara al torneo a llevarse a cabo a finales de noviembre en México.
Aunque haya regresado Brasil a la AMF, se duda mucho de como va a llegar el nivel de la canarinha a este certamen, teniendo en cuenta la pálida presentación del club Raimundi-Daghetti en el sudamericano de clubes zona sur en donde quedó último de su grupo.
También esta nueva organización brasileña va a estar en la mira rigurosa de la AMF para que no suceda la misma situación que con la CFSB en donde empeore aún más este problema de la destrucción de este deporte.
Esta nueva organización deportiva de futsal de Brasil es conocida como la Federación Nacional de Futsal de Brasil o también conocida en portugués como la Federação Nacional de Futsal do Brasil con las siglas de la FNFBR quien compite con la Confederación de Fútbol de Salón de Brasil, conocida en portugués como Confederação de Futebol do Salão do Brasil con las siglas de la CFSB.

### Causas y consecuencias del regreso de Brasil a la AMF
1. Como ya se mencionó antes, el futsal verdeamarela ya presentaba unas pequeñas grietas debido a que la Confederación Brasileña de Fútbol de Salón se había desligado de la AMF ya hace exactamente un año atrás después de los sucesos que se desencadenaron luego de lo acontecido entre las escuadras de Colorado de Brasil y Simón Bolívar de Paraguay en el sudamericano de clubes zona sur del 2022.
2. Se deduce que algunas asociaciones de clubes miembro no estaban alineadas y compaginadas con la CFSB y posteriormente se presentaron acercamientos entre los desertores clubes brasileños y la AMF reflejados cuando se presentaron amistosos de preparación de cara al torneo Zona sur de esta edición y de que un conjunto brasileño estuviera disputando este certamen bajo la jurisdicción de la AMF.
3. Esto agrieta mucho más el fútbol de salón en Brasil, quien en un principio se creía que tenían un estado sólido como asociación deportiva muy fuerte e inquebrantable. Ahora hay dos organizaciones deportivas que compiten por el fútbol de salón en Brasil. Una por la AMF y la otra por FIFUSA, además de la selección de fútbol sala de Brasil que disputa sus torneos en FIFA.

### Brasil crea el logo de su federación
La selección de Brasil presentó el logo de la FNFBR que es una asociación privada, fundada el 16 de junio del 2014 con la sede en Fortaleza-Ceará. Fueron escogidos por la Asociación Mundial de Futsal hace poco tiempo con el objetivo de que Brasil volviera a los torneos de la AMF tanto intercontinentales de clubes como internacionales de selecciones.
La FNFBR tiene dentro de sus objetivos fomentar el fútbol de salón AMF en el territorio nacional. Mejorar la calidad técnica y fomentar el desarrollo de la modalidad y ser responsable de representar a Brasil en las competencias internacionales de la AMF.

### Paraguay de nuevo es candidato
El 5 de septiembre de 2023 se dio una reunión entre la Secretaria Nacional de Deportes de Paraguay con el presidente de la AMF, Rolando Alarcón Ríos visitando al ministro de deporte del país guaraní. Esta reunión se dio con mira para evaluar la posibilidad de que Paraguay acoga el mundial de futsal sub-17 2024, así como otros trabajos que tiene en mente en este 2023/24.
La AMF planea llevar a cabo este mundial sub-17 entre los meses de mayo o junio ya que su prioridad es desarrollar este torneo en el 2024 debido a todas las complicaciones que han tenido que pasar para lograr hacer este torneo, como también están proyectando realizar en el mes de noviembre el mundial sub-20 en Cataluña, España.
En cuanto a la sede principal, de darse las condiciones, sería en Alto Paraná, según lo acordado entre el ministro de deporte paraguayo, César "Tigre" Ramírez y la comitiva de la Federación Paraguaya de Fútbol de Salón (FPFS), encabezados por Rolando Juan Alarcón Ríos (presidente) y Juan Gamarra (vicepresidente), en el despacho de la Secretaria Nacional de Deportes.

### Paraguay es sede oficial
Después que se realizara el sorteo de la segunda copa intercontinental a desarrollarse en Pitalito, Colombia, el presidente de la Asociación Mundial de Futsal, Rolando Alarcón Ríos anunció la programación de los próximos torneos en 2024 (luego de que se lleve a cabo el mundial de 2023 en México). Por los lados del mundial Sub-20 se desarrollará el torneo a mediados de noviembre en Barcelona, España. Mientras tanto, la cita orbital de este mundial Sub-17, se llevará a cabo en el mes de mayo en Paraguay.

### Razones por la que Paraguay es sede otra vez
La primera razón de la candidatura a Paraguay por segunda vez es que Rolando Alarcón Ríos tiene mucha influencia con la Federación Paraguaya de Fútbol de Salón (FPFS) y le dio el visto bueno a su tierra de origen para ser anfitrión.
La segunda es que Paraguay ya ha tenido experiencia en realizar mundiales y torneos de categoría juvenil (Sub-17 2016 y Sub-15 2021), así que es capaz de adaptarse a este nuevo reto.
La tercera es que se necesitaba con suma urgencia realizar este mundial ya que ha sido esquivo por cuatro años y no hay otra sede en Sudamérica que la pueda hacer y a pesar de que Paraguay ya fue sede de la edición anterior, los factores que han perjudicado a este torneo han conllevado a que se requiera de su ayuda.

### La FEVEFUSA hace parte de la FIFUSA de manera oficial
El 6 de abril la FIFUSA anunció que la Federación Venezolana de Fútbol de Salón ya ahora hace parte de su organización. Por consiguiente también anunciaron que la selección venezolana de la FEVEFUSA participará en el mundial de futsal de la FIFUSA en Colombia bajo la FEVEFUSA. Por lo que sería el primer torneo internacional de carácter de selecciones nacionales que participaría Venezuela bajo la tutela de la FIFUSA luego de su última participación en un mundial de AMF que fue el mundial de futsal en Bielorrusia en 2015 en la categoría absoluta masculina. Cabe aclarar que la Venezuela femenina que jugó el mundial de futsal en 2022 en Colombia ya estaba bajo el cargo de la comisión venezolana que creó la AMF: Venezuela AMF Futsalón luego de la expulsión de la FEVEFUSA antes de que se llevara a cabo el mundial en Mosquera, Cundinamarca. Hoy en día se dará una batalla en Venezuela por el fútbol de salón en Venezuela entre la Federación Venezolana de Fútbol de Salón (FIFUSA) y la Venezuela AMF Futsalón (AMF) por el control en este deporte sumándose ahora a las recientes disputas de las dos confederaciones en distintos países por el fútbol de salón.

### FUDEFS vs. Conmebol
El 1 de mayo se dio a conocer que la justicia uruguaya condenó a Conmebol, la confederación sudamericana afiliada a FIFA a pagar 350.000 dólares a la Federación Uruguaya de Futsal (FUDEFS) por daños y perjuicios derivados de usos ilícitos de marcas y de actos de manera desleal.
 Además de que la medida judicial agrega que deben cesár definitivamente de usar la palabra y el uso de la marca Futsal, propiedad de la Federación Uruguaya de Futsal.
Además la Conmebol fue acusada también por la FUDEFS por "abuso de posición dominante y de querer "aprovecharse de la popularidad del Futsal que en su carácter de marca evocativa ha adquirido en ámbitos tanto nacionales e internacionales". La medida solo se aplica en el país de Uruguay.

## Sede
La sede en la que se llevó a cabo el mundial fue en Alto Paraná, en Paraguay y el estadio en el que se desarrolló la mayoría de los partidos del torneo es en el Polideportivo Gobernación de Alto Paraná. Su segunda sede fue en el Polideportivo Municipal de Santa Rita en Santa Rita en dónde se llevó a cabo dos partidos.
| Alto Paraná                              |
| Polideportivo Gobernación de Alto Paraná |
| Capacidad: 2.500                         |
|                                          |

| Santa Rita                            |
| Polideportivo Municipal de Santa Rita |
| Capacidad: 2.800                      |
|                                       |

## Calendario
Este fue el calendario de los partidos del mundial:
| FG | Fase de grupos | 9°-12° | Play-Offs Eliminados FG | CF | Cuartos de final y Eliminados 9°-12° | SF | Semifinales y Play-Offs Eliminados QF | F | Final, 3°-4° y 5°-8° |

| Mayo de 2024           | 20 Lun | 21 Mar | 22 Mié | 23 Jue         | 24 Vie        | 25 Sáb           | 26 Dom            |
| ---------------------- | ------ | ------ | ------ | -------------- | ------------- | ---------------- | ----------------- |
| Fase (no. de partidos) | FG (6) | FG (6) | FG (6) | P-O 9°-12° (2) | CF 9°-12° (6) | SF P-O 5°-8° (4) | F 3°-4° 5°-8° (4) |

## Sistema de juego
Los 12 equipos participantes se dividirán en tres grupos de cuatro equipos cada uno. Dentro de cada grupo, cada equipo jugará tres partidos, uno contra cada uno de los demás miembros del grupo. Según el resultado de cada partido se otorgan dos puntos al ganador, uno a cada equipo en caso de empate y ninguno al perdedor. 
Divididos en tres grupos, los 16 equipos se enfrentarán entre sí en tres fechas, clasificándose los 2 mejores de cada grupo y también los dos mejores terceros. Los equipos eliminados en fase de grupos disputarán los partidos de ubicación de los últimos lugares, teniendo en cuenta sus puntos y su diferencia de gol.
Con un total de 8 equipos clasificados a cuartos de final, se llevarán a cabo enfrentamientos con eliminación directa. Los perdedores de estos enfrentamientos continuarán jugando para definir los puestos del quinto al octavo; por otro lado, los ganadores de cada llave se vieron en semifinales para definir los dos mejores equipos del mundial, quienes jugarán para conocer al campeón del certamen.
Las 12 selecciones nacionales disputarán los partidos de la fase de grupos. Los clasificados a la siguiente fase jugarán los cuartos de final los días y los cuatro ganadores afrontaron los partidos correspondientes a las semifinales y los enfrentamientos de las semifinales del quinto al octavo lugar.
Los perdedores de las semifinales del quinto al octavo puesto se cruzarán por en un partidos por el séptimo lugar y los ganadores por el quinto lugar. Los perdedores de las llaves de semifinales se enfrentarán en el partido por el tercer puesto y los ganadores disputarán la final.

## Camino al mundial
Luego de que Paraguay fuera ratificado y escogido como sede, al día siguiente la selección de Canadá confirmó y reafirmó su participación en el mundial de futsal. Ya había asegurado su clasificación e interés en ir al mundial cuando Chile y Colombia eran sedes y lo vuelve a hacer por tercera vez.
Mientras tanto al perder la sede hace meses, Colombia anunció que se llevaría a cabo el XXXIV torneo nacional a efectuarse en Cachipay, Cundinamarca. El torneo se haría del 1 de octubre al 7 del mismo mes. Se reunirá a la mayoría de departamentos del país como: Bogotá, Risaralda, Caldas, Nariño, Casanare, Cesar, Tolima, Huila, Quindío, Meta Cundinamarca y Caquetá. 
Para destacar, la base de jugadores de Caquetá estará compuesta de los jugadores que participaron en el mundial Sub-13 en Reus, Cataluña, comunidad autónoma de España cuando se consagraron en el tercer lugar.
Puede ser que este torneo sea válido con miras para el mundial en Paraguay, escogiendo al departamento que se proclame campeón del torneo nacional para que los represente como se hizo para el mundial Sub-13 2019 en Cataluña. La segunda opción sería que tras haber finalizado el certamen, escogan a varios jugadores de los diferentes equipos para hacer varios microciclos y así con el fin de elegir a los mejores para representar a Colombia, como lo hicieron para el mundial Sub-15 2021 en Paraguay.
La Asociación Peruana de Fútbol de Salón confirmó que va a llevar a cabo el primer campeonato copa se la amistad categoría menores sub-17. Se realizará el 25 de noviembre haciendo una invitación a todas las academias, escuelas, clubes, colegios, instituciones y demás a inscribir a su equipo a este torneo nacional juvenil con miras para representar a Perú en el mundial en Paraguay.
El 7 de noviembre la Asociación Ecuatoriana de Futsalón confirmó la presencia de su delegación en el mundial. Previamente ya habían puesto en la mesa su interés por participar en los dos mundiales juveniles en el 2024, (la Sub-17 en Paraguay y la Sub-20 en España) y ahora al ser confirmada su presencia en este torneo será la tercera vez que participarán en los mundiales luego de su afiliación reciente (Sub-15 en Paraguay y femenina en Colombia).
La Federación Boliviana de fútbol de salón publicó su calendario de competencias internacionales para el 2024 en ños que se encuentran los mundiales Sub-17 y Sub-20. 
Puede ser que la selección boliviana este en esos torneos orbitales ya que estuvo presente en el mundial Sub-20 en Colombia y será la primera vez en la historia que participará en un mundial Sub-17. Por lo visto se harán a futuro los procesos de los microciclos selectivos para los mundiales.
En India se realizará el cuarto campeonato nacional de Futsal Sub-17 boys. Podrá ser este torneo clasificatorio a este mundial.
La selección peruana planificó en febrero del 2024 un clasificatorio nacional y realizó unas convocatorias para el 21 de diciembre del 2023 con miras al mundial de Paraguay en 2024.
La organización de Venezuela Futsal-Futsalón AMF llevará a cabo del 8 al 11 de febrero del 2024 un clasificatorio nacional categoría 17 años (2006-2007-2008) en búsqueda de los representantes del país con miras al mundial en Paraguay sub-17 en el mes de mayo del mismo año.
El 23 de enero de 2024 la selección mexicana en cabeza de la Federación Mexicana de Futsal confirmó los campeonatos estatales de la Sub-17 y Sub-20, en los meses de febrero y junio respectivamente.
El 11 de febrero la selección catalana comenzó con los entrenamientos previos para escoger la lista de los 12 jugadores que representarán a Cataluña en el mundial sub-17 en Paraguay.
El 29 de febrero de 2024 la AMF ratificó que la selección ecuatoriana representada por la Asociación Ecuatoriana de Futsalón estaba oficialmente clasificada para el mundial sub-17 en Paraguay.
Esto puede confirmar que ya estarían las 12 selecciones participantes escogidas por la AMF para que se desarrolle el mundial del 19 al 27 de mayo en Ciudad del Este en Paraguay. También que se daría a conocer a esos equipos clasificados en los próximos días.
El día 5 de marzo del 2024 se confirmó la fecha en la que se va a realizar el mundial de futsal sub-17. Del 20 al 26 de mayo del mismo año fue la fecha escogida por la AMF. Ahora ya sólo faltará saber el resto se participantes.
Torneo interno Sub-17 en Tolima, Colombia Se desarrollará un torneo de carácter nacional de categoría sub-17 en Tolima El campeón fue el equipo de Tolima Sub-17. El torneo se realizó con miras rumbo al mundial Sub-17 de futsal de la AMF 2024 en Paraguay.
El 12 de marzo se hizo efectivo el lanzamiento oficial del mundial de Futsal Sub-17. En los próximos días se conocerá a los otros 11 participantes que acompañarán a Paraguay en este torneo. Además confirmaron que serán 11 participantes de 3 continentes sumando al anfitrión (lo más probable es que sean América, Europa y Asia)
El 22 de marzo del 2024 la Federación Uruguaya de Futsal confirmó su participación en el mundial de Futsal en Paraguay. Se eligió a a Juan Andrés Vigliola como entrenador de la selección uruguaya sub-17 El técnico estará acompañado de Sebastián de la Cruz como asistente técnico y los kinesiólogos serán Christian Peluffo y Edgard Burguez.La FUDEFS no estaba en condiciones de asumir y afrontar el costo para participar en el campeonato por lo cual se formó la propuesta a las ligas de formar la Sub-17, recibiendo tres propuestas, dos de Florida y uno de Pando.
Según está información las selecciones clasificados serían Brasil, Canadá, Cataluña, Colombia, Ecuador, Francia, México, Paraguay Perú y Uruguay. Solo faltaría definir 2 clasificados según la información de la AMF, al decidir que 12 países de 3 continentes participen en este torneo. Siguiendo en esta línea y lógica India aseguraría su presencia ya que los continentes más probables serían América, Europa y Asia.
Solo faltaría un cupo y los más probables serían Bolivia, Chile, Venezuela y Estados Unidos, teniendo en cuenta el interés de las organizaciones en participar en este mundial.
La selección uruguaya realizó su convocatoria de los jugadores uruguayos para el 5 de abril, con miras al mundial sub-17 en Paraguay. La lista es de carácter abierto y se pueden presentar cambios en la convocatoria si se requiere pertinente.

## Desarrollo del Campeonato
La AMF confirmó el 3 de abril de 2024 por medio de un documento a los 12 participantes que harán parte en el mundial de Paraguay. Estas serán las siguientes selecciones que fueron escogidas por la AMF para hacer parte de este mundial:
- Bolivia
- Brasil
- Canadá
- Cataluña
- Chile
- Colombia
- Ecuador
- Francia
- India
- México
- Paraguay
- Uruguay

Sebastián Vega Rodríguez nuevo técnico selección Colombia Sub-17.
Uruguay sacó la lista oficial de los 12 jugadores que participarán en el mundial 
Este es el Fixture del torneo,solo faltaría por confirmar los horarios de los partidos en cuestión.
Esta es la nómina de Brasil para el mundial de futsal Sub-17.
Esta es la nómina de Paraguay para el mundial de futsal Sub-17.
En el torneo sudamericano de clubes zona norte del 2024 realizado en Ibagué durante el entretiempo del partido de Tolima Sys Café vs. C.D. Cusco Pem válido por las semifinales, la Federación Colombiana de Fútbol de Salón presentó oficialmente a la selección Colombia Sub-17 que disputará el mundial juvenil Sub-17 en Paraguay. Allí mismo al día siguiente se celebró la final del sudamericano de clubes zona norte entre los finalistas Tolima Sys Café vs Caciques del Quindío con resultado favorable del conjunto armenio por un marcador de 4-0.
Amistoso de la selección paraguaya rumbo al mundial sub-17.
El 8 de mayo de 2024 la selección de Colombia definió a su lista de jugadores convocados para disputar este torneo mundialista a desarrollarse en Paraguay. Destacan los departamentos de Antioquia, Bogotá, Caldas, Casanare, Cundinamarca, Meta, Quindío, Risaralda, Tolima, Boyacá y Caquetá.
Este es el cronograma de los partidos de la fase de grupos del mundial.
- Uruguay vs.  Francia
- Cataluña vs.  México
- Colombia vs.  Canadá
- Brasil vs.  Chile

Luego se desarrollará la ceremonia protocolaria e inauguración del certamen a las 20:15 hora paraguaya.
Luego se llevará a cabo los otros duelos del mundial.
- Paraguay vs.  Bolivia
- India vs.  Ecuador[85]

Los jugadores quindianos Juan Alejandro Beltrán Rojas y Jarlinson Misas Roa fueron convocados por Sebastián Vega Rodríguez para estar en la lista del mundial de futsal Sub-17 a disputarse en Paraguay. Estos jugadores están jugando en el equipo de Caciques del Quindío B quien se encarga de pulir a los futuros integrantes de la plantilla profesional titular.
La selección paraguaya disputó un cuadrangular preparatorio de carácter amistoso con otros 3 participantes (Paranaense Futsal, Academia de Futsal del club Nacional de Hernandarias y el Combinado de Santa Rita Futsal)
 Allí mismo dieron a conocer el cronograma y el fixture del torneo mundialista desde los horarios de los partidos de fase de grupos hasta también los partidos de la segunda fase incluyendo los partidos de ubicación del quinto al decimosegundo lugar. Faltaría por definir si hay partidos play-offs antes de los partidos de consolación de los equipos eliminados tanto en fase de grupos como los equipos eliminados en cuartos de final.
Esta es la nómina oficial de los 12 jugadores de la selección Colombia para el mundial sub-17 en Paraguay.
Jugadores y plantilla oficial del equipo de Francia.
Nómina oficial selección mexicana
El vídeo oficial de la presentación de mundial 

### Previa de los grupos

#### Zona A
- Uruguay
- Cataluña
- Francia
- México

En el grupo A el favorito es Uruguay para pasar a la siguiente ronda como primero del grupo mientras que Cataluña y México se disputarán el segundo lugar, aguardando que puedan llevarse uno de los terceros lugares y Francia posiblemente quede última del grupo. Al final lo previsible sucedió y Uruguay, Cataluña y México avanzaron a la siguiente fase solo que las formas fueron diferentes. Cataluña quedó líder mientras que México obtuvo el segundo lugar relegando a Uruguay al tercer lugar obteniendo uno de los mejores terceros.

#### Zona B
- Colombia
- Brasil
- Canadá
- Chile

La selección Colombia es favorita junto con Brasil para llevarse los dos primeros puestos del grupo mientras que Canadá y Chile disputarán el tercer lugar del grupo sin saber si clasifican como terceros.

#### Zona C
- Paraguay
- India
- Bolivia
- Ecuador

La selección paraguaya es favorita para ganar el grupo mientras que Bolivia y Ecuador tienen altas posibilidades de clasificar ya sean segundos o terceros ya que tienen en su grupo a la selección de India. Por lo que el grupo C tiene más alta probabilidad de que clasifiquen tres selecciones del grupo y quedarse con uno de los mejores terceros lugares.

### Segunda ronda
Cuartos de final
- Cataluña vs.  Ecuador
- Paraguay vs.  Uruguay
- Colombia vs.  Bolivia
- México vs.  Brasil

En la previa los favoritos son Cataluña, Paraguay, Colombia y Brasil.
Luego de los resultados los tres primeros equipos cumplieron con la expectativa según lo visto en fase de grupos a excepción de Brasil quien se vio sorprendida por México.
Semifinales
- Cataluña vs.  Paraguay
- Colombia vs.  México

Los favoritos para estos partidos son Paraguay y Colombia.
Las selecciones sudamericanas cumplieron con la exigencia de llegar a la final.
Final
- Paraguay vs.  Colombia

Aunque es un partido parejo el favorito es la selección paraguaya debido a que debe conseguir la revancha luego de haberla perdido hace ocho años ante la selección cafetera.
Sin embargo el campeón fue Colombia en tiempo suplementario por 6-4. Se dio una polémica debido al retiro de la selección colombiana luego de las reiteradas fallas arbitrales en su contra. Afortunadamente se reanudó el partido en dónde la selección Colombia consiguió vencer a Paraguay y consagrarse por segunda vez con el título Sub-17.

### Conclusiones
- Campeón:
- Subcampeón:
- Sorpresa:
- Decepción:  y
- Peor selección:

## Transmisión
La transmisión oficial fue llevada a cabo por Eje Deportes, H&H producciones, y Gol radio en sus redes sociales.

## Equipos participantes
En cursiva, los equipos debutantes.
En negrita, el equipo anfitrión.
| Confederación                                                   | Selección | Clasificación                 |
| --------------------------------------------------------------- | --------- | ----------------------------- |
| CSFS (Sudamérica) (7 cupos)                                     | Paraguay  | (Anfitrión) (Subcampeón) 2016 |
| CSFS (Sudamérica) (7 cupos)                                     | Colombia  | (Campeón) 2016                |
| CSFS (Sudamérica) (7 cupos)                                     | Bolivia   |                               |
| CSFS (Sudamérica) (7 cupos)                                     | Brasil    |                               |
| CSFS (Sudamérica) (7 cupos)                                     | Chile     |                               |
| CSFS (Sudamérica) (7 cupos)                                     | Ecuador   |                               |
| CSFS (Sudamérica) (7 cupos)                                     | Uruguay   |                               |
| AFEFS (Europa) (2 cupos)                                        | Cataluña  |                               |
| AFEFS (Europa) (2 cupos)                                        | Francia   |                               |
| CONCACFUTSAL (Norteamérica, Centroamérica y El Caribe (2 cupos) | Canadá    |                               |
| CONCACFUTSAL (Norteamérica, Centroamérica y El Caribe (2 cupos) | México    |                               |
| CAFS (Asia) (1 cupo)                                            | India     |                               |

- Es la segunda vez luego del mundial Sub-17 AMF 2016 en Paraguay que todas las selecciones previamente clasificadas y elegidas por la AMF se presentan sin ningún problema e inconveniente.

## Confirmación equipos clasificados

### Nivel 1
- Paraguay: 22 de septiembre de 2023
- Brasil: 22 de septiembre de 2023
- Canadá: 23 de septiembre de 2023
- Francia: 3 de octubre de 2023
- Ecuador: 7 de noviembre de 2023
- Bolivia: 24 de noviembre de 2023
- México: 23 de enero de 2024
- Colombia: 5 de febrero de 2024
- Cataluña: 13 de febrero de 2024
- India: 13 de marzo de 2024
- Uruguay: 21 de marzo de 2024
- Chile: 3 de abril de 2024

## Participantes en riesgo
Es casual que en los últimos mundiales que haya organizado la AMF desde hace más de 20 años algunas selecciones que fueron escogidas para participar en los torneos a nivel de selecciones no se presentaran a disputar estos torneos por diversas situaciones entre las que se encuentran problemas financieros, viáticos, de visado o  por arrepentimiento o poca falta de interés entre otras más.
En este mundial en específico las selecciones que están en duda para estar presente en este torneo son las siguientes.
- Venezuela: Se encuentra en esta lista debido a que existe un lío diferencial entre la Federación Venezolana de Futsal (Fevefusa) y la Venezuela AMF Futsalón porque la AMF expulsó a la Fevefusa debido a problemas administrativos que siempre presentaba esta organización y el detonante fue un acto de traición hacia la AMF para pasarse a otra federación como la FIFUSA desde su refundación. Aunque la Venezuela AMF Futsalón tampoco brinda buenas garantías ya que se ausentó del mundial de México en 2023 de categoría absoluta por el tema de las visas y también no le dio los viáticos a la selección femenina para regresar a su país de origen luego de haber concluido el torneo. Al final quedó confirmado que Venezuela no participará en esta edición mundialista.

- Uruguay: Uruguay es otra selección que está en duda para participar el mundial Sub-17 debido a que la Federación Uruguaya de Futsal por una extraña razón no está capacitada para brindar los viáticos de los jóvenes. Le suplicó a las federaciones nacionales de su liga que ellos costearan por su cuenta el dinero suficiente para que los jugadores puedan viajar a Paraguay. El riesgo que existe es que no puedan recaudar a tiempo lo necesario para lograr el objetivo de llevar a los chicos al mundial.

- Perú: Perú es otro que tenía dudas para ir al mundial si bien confirmó los entrenamientos y un torneo nacional sub-17 clasificatorio al torneo mundialista en Paraguay. La AMF lo descartó simplemente porque habían muchos cupos para sudamericanos y la cuerda se desprendió del lado más débil.

- India: India por derecho está en este listado porque ya ha tenido varios antecedentes en no ir a los mundiales luego de ser seleccionado por la misma AMF. Pasó en el mundial sub-15 en 2021 en Paraguay como también en el mundial de México en 2023. De las selecciones que fueron escogidas por la AMF para este mundial, India es la que mayores posibilidades tiene de retirarse y no asistir a esta mundial.

## Candidatos de emergencia
La AMF después del mundial 2007 en Argentina acostumbra a tener selecciones de respaldo y de reemplazo en caso de que una de las selecciones previamente clasificadas y elegidas por la AMF no pueda asistir al torneo mundialista. Dichas selecciones podrían ser las siguientes de mayor a menor medida y posibilidad.
- Perú: 11 de octubre de 2023

La selección peruana había preparado un torneo clasificatorio al mundial en Paraguay pero no fue tenido en cuenta.
- Australia: Es muy extraño que Australia no haya estado en consideración para participar en este mundial sabiendo que su única ausencia en estos últimos años había sido en Paraguay en el mundial sub-15 para el año 2021 por los temas conocidos de COVID-19.
- Estados Unidos: Estados Unidos es otra selección que podría estar dispuesta a reemplazar a una selección que no pueda presentarse.
- Venezuela: 4 de enero de 2024

Es la que menos tiene posibilidad de participar debido a sus conflictos internos luego de la traición de la FEVEFUSA hacia la AMF en el 2022. Como también la inoperancia de la Venezuela Futsalón AMF debido a su falta de palabra y cumplimiento al no ir al mundial de México de la categoría absoluta masculina. El día 6 de abril de 2024 se anunció que la FEVEFUSA ya hace parte oficial de la FIFUSA.

## Sorteo
El sorteo fue el viernes 12 de abril de 2024. y los 12 equipos se dividieron en tres grupos de cuatro equipos, con el anfitrión Paraguay asignado automáticamente en la línea 1.

### Líneas
| Línea 1                   | Línea 2               | Línea 3                | Línea 4              |
| ------------------------- | --------------------- | ---------------------- | -------------------- |
| Paraguay Colombia Uruguay | Cataluña Brasil India | Canadá Francia Bolivia | México Ecuador Chile |

### Grupos
Tras el sorteo, los grupos quedaron de la siguiente manera:
| Grupo A                         | Grupo B                      | Grupo C                        |
| ------------------------------- | ---------------------------- | ------------------------------ |
| Uruguay Cataluña Francia México | Colombia Brasil Canadá Chile | Paraguay India Bolivia Ecuador |

## Primera fase
- Los horarios corresponden a la hora de Paraguay (UTC-3).
- Ítems: Pts: puntos; J: jugados; G: ganados; E: empatados; P: perdidos; GF: goles a favor; GC: goles en contra; Dif: diferencia de goles.

### Grupo A
| Grupo A  | Pts | J | G | E | P | GF | GC | Dif |
| -------- | --- | - | - | - | - | -- | -- | --- |
| Cataluña | 5   | 3 | 2 | 1 | 0 | 17 | 5  | +12 |
| México   | 4   | 3 | 2 | 0 | 1 | 19 | 5  | +14 |
| Uruguay  | 3   | 3 | 1 | 1 | 1 | 12 | 7  | +5  |
| Francia  | 0   | 3 | 0 | 0 | 3 | 1  | 32 | -31 |

| 20 de mayo de 2024 | Uruguay | 9:1 (5:1) | Francia | Polideportivo de la Gobernación del Alto Paraná, Ciudad del Este, Alto Paraná |  |
| 13:30              |         | Reporte   |         |                                                                               |  |

| 20 de mayo de 2024 | Cataluña | 4:3 (3:3) | México | Polideportivo de la Gobernación del Alto Paraná, Ciudad del Este, Alto Paraná |  |
| 15:15              |          | Reporte   |        |                                                                               |  |

| 21 de mayo de 2024 | Francia | 0:12 (0:8) | México | Polideportivo de la Gobernación del Alto Paraná, Ciudad del Este, Alto Paraná |  |
| 13:30              |         | Reporte    |        |                                                                               |  |

| 21 de mayo de 2024 | Uruguay | 2:2 (1:1) | Cataluña | Polideportivo de la Gobernación del Alto Paraná, Ciudad del Este, Alto Paraná |  |
| 15:15              |         | Reporte   |          |                                                                               |  |

| 22 de mayo de 2024 | Cataluña | 11:0 (3:0) | Francia | Polideportivo de la Gobernación del Alto Paraná, Ciudad del Este, Alto Paraná |  |
| 12:00              |          | Reporte    |         |                                                                               |  |

| 22 de mayo de 2024 | Uruguay | 1:4 (0:2) | México | Polideportivo de la Gobernación del Alto Paraná, Ciudad del Este, Alto Paraná |  |
| 13:45              |         | Reporte   |        |                                                                               |  |

### Grupo B
| Grupo B  | Pts | J | G | E | P | GF | GC | Dif |
| -------- | --- | - | - | - | - | -- | -- | --- |
| Colombia | 6   | 3 | 3 | 0 | 0 | 22 | 2  | +20 |
| Brasil   | 4   | 3 | 2 | 0 | 1 | 14 | 6  | +8  |
| Canadá   | 2   | 3 | 1 | 0 | 2 | 14 | 24 | -10 |
| Chile    | 0   | 3 | 0 | 0 | 3 | 5  | 23 | -18 |

| 20 de mayo de 2024 | Colombia | 13:2 (5:1) | Canadá | Polideportivo de la Gobernación del Alto Paraná, Ciudad del Este, Alto Paraná |  |
| 17:00              |          | Reporte    |        |                                                                               |  |

| 20 de mayo de 2024 | Brasil | 8:0 (3:0) | Chile | Polideportivo de la Gobernación del Alto Paraná, Ciudad del Este, Alto Paraná |  |
| 18:45              |        | Reporte   |       |                                                                               |  |

| 21 de mayo de 2024 | Canadá | 8:5 (3:2) | Chile | Polideportivo de la Gobernación del Alto Paraná, Ciudad del Este, Alto Paraná |  |
| 17:00              |        | Reporte   |       |                                                                               |  |

| 21 de mayo de 2024 | Colombia | 2:0 (1:0) | Brasil | Polideportivo Municipal de Santa Rita, Santa Rita |  |
| 18:30              |          | Reporte   |        |                                                   |  |

| 22 de mayo de 2024 | Colombia | 7:0 (3:0) | Chile | Polideportivo de la Gobernación del Alto Paraná, Ciudad del Este, Alto Paraná |  |
| 15:30              |          | Reporte   |       |                                                                               |  |

| 22 de mayo de 2024 | Brasil | 6:4 (2:2) | Canadá | Polideportivo de la Gobernación de Alto Paraná, Ciudad del Este, Alto Paraná |  |
| 17:15              |        | Reporte   |        |                                                                              |  |

### Grupo C
| Grupo C  | Pts | J | G | E | P | GF | GC | Dif |
| -------- | --- | - | - | - | - | -- | -- | --- |
| Paraguay | 6   | 3 | 3 | 0 | 0 | 39 | 1  | +38 |
| Bolivia  | 4   | 3 | 2 | 0 | 1 | 28 | 11 | +17 |
| Ecuador  | 2   | 3 | 1 | 0 | 2 | 15 | 17 | -2  |
| India    | 0   | 3 | 0 | 0 | 3 | 2  | 55 | -53 |

| 20 de mayo de 2024 | Paraguay | 7:0 (3:0) | Bolivia | Polideportivo de la Gobernación del Alto Paraná, Ciudad del Este, Alto Paraná |  |
| 20:45              |          | Reporte   |         |                                                                               |  |

| 20 de mayo de 2024 | India | 2:10 (2:2) | Ecuador | Polideportivo de la Gobernación del Alto Paraná, Ciudad del Este, Alto Paraná |  |
| 22:30              |       | Reporte    |         |                                                                               |  |

| 21 de mayo de 2024 | Bolivia | 7:4 (4:3) | Ecuador | Polideportivo de la Gobernación del Alto Paraná, Ciudad del Este, Alto Paraná |  |
| 18:45              |         | Reporte   |         |                                                                               |  |

| 21 de mayo de 2024 | Paraguay | 24:0 (15:0) | India | Polideportivo Municipal de Santa Rita, Santa Rita |  |
| 20:15              |          | Reporte     |       |                                                   |  |

| 22 de mayo de 2024 | India | 0:21 (0:10) | Bolivia | Polideportivo de la Gobernación del Alto Paraná, Ciudad del Este, Alto Paraná |  |
| 19:00              |       | Reporte     |         |                                                                               |  |

| 22 de mayo de 2024 | Paraguay | 8:1 (7:0) | Ecuador | Polideportivo de la Gobernación del Alto Paraná, Ciudad del Este, Alto Paraná |  |
| 20:45              |          | Reporte   |         |                                                                               |  |

## Mejores terceros
Los dos mejores de los terceros puestos avanzaron a la segunda ronda.
| Pos. | Equipo  | Gr | Pts | J | G | E | P | GF | GC | Dif |
| ---- | ------- | -- | --- | - | - | - | - | -- | -- | --- |
| 1.   | Uruguay | A  | 3   | 3 | 1 | 1 | 1 | 12 | 7  | +5  |
| 2.   | Ecuador | C  | 2   | 3 | 1 | 0 | 2 | 15 | 17 | -2  |
| 3.   | Canadá  | B  | 2   | 3 | 1 | 0 | 2 | 14 | 24 | -10 |

## Consolación 9.º al 12.º puesto

### Tabla de eliminados
| N.º | Equipo  | Gr | Pts | J | G | E | P | GF | GC | Dif |
| --- | ------- | -- | --- | - | - | - | - | -- | -- | --- |
| 9   | Canadá  | B  | 2   | 3 | 1 | 0 | 2 | 14 | 24 | -10 |
| 10  | Chile   | B  | 0   | 3 | 0 | 0 | 3 | 5  | 23 | -18 |
| 11  | Francia | A  | 0   | 3 | 0 | 0 | 3 | 1  | 32 | -31 |
| 12  | India   | C  | 0   | 3 | 0 | 0 | 3 | 2  | 55 | -53 |

Bajo esta lógica los enfrentamientos son los siguientes:
Partidos de clasificación del 9.° al 12.° puesto
- 3B vs. 4B  Canadá vs.  Chile
- 4A vs. 4C  Francia vs.  India

### Cuadro general 9° - 12° puesto
|  | Play-Offs 9.º- 12.º | Play-Offs 9.º- 12.º |        |         | Noveno puesto       | Noveno puesto       |  |
|  |                     |                     |        |         |                     |                     |  |
|  |                     |                     |        |         |                     |                     |  |
|  | Francia             | 8                   |        |         |                     |                     |  |
|  | Francia             | 8                   |        |         |                     |                     |  |
|  | India               | 1                   |        |         |                     |                     |  |
|  | India               | 1                   |        | Francia | 1                   |                     |  |
|  |                     |                     |        | Francia | 1                   |                     |  |
|  |                     |                     | Canadá | 7       |                     |                     |  |
|  | Chile               | 2                   | Canadá | 7       |                     |                     |  |
|  | Chile               | 2                   |        |         |                     |                     |  |
|  | Canadá              | 3                   |        |         | Decimoprimer puesto | Decimoprimer puesto |  |
|  | Canadá              | 3                   |        |         | Decimoprimer puesto | Decimoprimer puesto |  |
|  |                     |                     |        |         |                     |                     |  |
|  |                     |                     |        |         | India               | 1                   |  |
|  |                     |                     |        |         | India               | 1                   |  |
|  |                     |                     |        |         | Chile               | 14                  |  |
|  |                     |                     |        |         | Chile               | 14                  |  |
|  |                     |                     |        |         |                     |                     |  |

### Semifinales 9.º - 12.º puesto
| 23 de mayo de 2024 | Francia | 8:1 (3:1) | India | Polideportivo Gobernación de Alto Paraná, Ciudad del Este, Alto Paraná |  |
| 13:00              |         |           |       |                                                                        |  |

| 23 de mayo de 2024 | Chile | 2:3 (0:2) | Canadá | Polideportivo Gobernación de Alto Paraná, Ciudad del Este, Alto Paraná |  |
| 14:00              |       |           |        |                                                                        |  |

### Decimoprimer puesto
| 24 de mayo de 2024 | India | 1:14 (1:5) | Chile | Polideportivo Gobernación de Alto Paraná, Ciudad del Este, Alto Paraná |  |
| 12:30              |       | Reporte    |       |                                                                        |  |

### Noveno puesto
| 24 de mayo de 2024 | Francia | 1:7 (0:2) | Canadá | Polideportivo Gobernación de Alto Paraná, Ciudad del Este, Alto Paraná |  |
| 13:30              |         | Reporte   |        |                                                                        |  |

## Fase final

### Cuadro general
|  | Quinto puesto  | Quinto puesto  |              |       | Play-Offs 5.º - 8.º puesto | Play-Offs 5.º - 8.º puesto |          |   | Cuartos de final | Cuartos de final |          |   | Semifinales   | Semifinales   |  |  | Final | Final |
|  |                |                |              |       |                            |                            |          |   |                  |                  |          |   |               |               |  |  |       |       |
|  |                |                |              |       |                            |                            |          |   |                  |                  |          |   |               |               |  |  |       |       |
|  |                |                |              |       |                            |                            |          |   |                  |                  |          |   |               |               |  |  |       |       |
|  |                |                |              |       |                            |                            |          |   | Cataluña         | 11               |          |   |               |               |  |  |       |       |
|  |                |                |              |       |                            |                            |          |   | Cataluña         | 11               |          |   |               |               |  |  |       |       |
|  |                |                | Ecuador      | 0     |                            |                            |          |   |                  |                  |          |   |               |               |  |  |       |       |
|  |                | Ecuador        | Ecuador      | 0     | 4 (5)                      |                            |          |   |                  | Cataluña         | 0        |   |               |               |  |  |       |       |
|  |                |                |              |       | 4 (5)                      |                            |          |   |                  | Cataluña         | 0        |   |               |               |  |  |       |       |
|  |                |                | Uruguay (p.) | 4 (6) |                            |                            | Paraguay | 4 |                  |                  |          |   |               |               |  |  |       |       |
|  | Paraguay       | 8              | Uruguay (p.) | 4 (6) |                            |                            | Paraguay | 4 |                  |                  |          |   |               |               |  |  |       |       |
|  | Paraguay       | 8              |              |       |                            |                            |          |   |                  |                  |          |   |               |               |  |  |       |       |
|  |                |                | Uruguay      | 0     |                            |                            |          |   |                  |                  |          |   |               |               |  |  |       |       |
|  | Uruguay        | 2              | Uruguay      | 0     |                            |                            | Paraguay | 4 |                  |                  |          |   |               |               |  |  |       |       |
|  | Uruguay        | 2              |              |       |                            |                            | Paraguay | 4 |                  |                  |          |   |               |               |  |  |       |       |
|  | Brasil         | 3              |              |       | Colombia (t.s.)            | 6                          |          |   |                  |                  |          |   |               |               |  |  |       |       |
|  | Brasil         | 3              | Colombia     | 7     | Colombia (t.s.)            | 6                          |          |   |                  |                  |          |   |               |               |  |  |       |       |
|  |                |                | Colombia     | 7     |                            |                            |          |   |                  |                  |          |   |               |               |  |  |       |       |
|  |                |                | Bolivia      | 1     |                            |                            |          |   |                  |                  |          |   |               |               |  |  |       |       |
|  | Séptimo puesto | Séptimo puesto | Bolivia      | 1     | Bolivia                    | 0                          |          |   |                  |                  | Colombia | 3 | Tercer puesto | Tercer puesto |  |  |       |       |
|  | Séptimo puesto | Séptimo puesto |              |       | Bolivia                    | 0                          |          |   |                  |                  | Colombia | 3 | Tercer puesto | Tercer puesto |  |  |       |       |
|  |                |                |              |       | Brasil                     | 3                          |          |   | México           | 1                |          |   |               |               |  |  |       |       |
|  | Ecuador        | 1              | México (p.)  | 4 (3) | Brasil                     | 3                          | Cataluña | 6 | México           | 1                |          |   |               |               |  |  |       |       |
|  | Ecuador        | 1              | México (p.)  | 4 (3) |                            |                            | Cataluña | 6 |                  |                  |          |   |               |               |  |  |       |       |
|  | Bolivia        | 4              |              |       | Brasil                     | 4 (2)                      |          |   | México           | 1                |          |   |               |               |  |  |       |       |

### Cuartos de final
| 24 de mayo de 2024 | México | 4:4 (3:3, 1:2) (t. s.)(1:1 t. s.)(3:2 p.) | Brasil | Polideportivo Gobernación de Alto Paraná, Ciudad del Este, Alto Paraná |  |
| 15:00              |        | Reporte                                   |        |                                                                        |  |

| Tiros desde el punto penal |                  |     |                  |              |
| Tender Cervantes           | Acierto de penal | 1:1 | Acierto de penal | Joao Barboza |
| Edrin Ramírez              | Acierto de penal | 2:2 | Acierto de penal | Pedro Rosena |
| Adan Beltrán               | Fallo de penal   | 2:2 | Fallo de penal   | Carlinhos    |
| Cervantes                  | Acierto de penal | 3:2 | Fallo de penal   | Barboza      |

| 24 de mayo de 2024 | Cataluña | 11:0 (3:0) | Ecuador | Polideportivo Gobernación de Alto Paraná, Ciudad del Este, Alto Paraná |  |
| 17:00              |          | Reporte    |         |                                                                        |  |

| 24 de mayo de 2024 | Paraguay | 8:0 (3:0) | Uruguay | Polideportivo Gobernación de Alto Paraná, Ciudad del Este, Alto Paraná |  |
| 19:00              |          | Reporte   |         |                                                                        |  |

| 24 de mayo de 2024 | Colombia | 7:1 (5:1) | Bolivia | Polideportivo Gobernación de Alto Paraná, Ciudad del Este, Alto Paraná |  |
| 21:00              |          | Reporte   |         |                                                                        |  |

### Play-Offs 5.º - 8.º puesto
| 25 de mayo de 2024 | Ecuador | 4:4 (2:1) (5:6 p.) | Uruguay | Polideportivo Gobernación de Alto Paraná, Ciudad del Este, Alto Paraná |  |
| 15:00 |         |                    |         |                                                                        |  |
| Este partido fue tenido en cuenta como clasificatorio para el mundial Sub-20 2024 en Cataluña con la clasificación de Uruguay. |         |                    |         |                                                                        |  |

| Tiros desde el punto penal |                  |     |                  |  |
|                            | Acierto de penal | 1:1 | Acierto de penal |  |
|                            | Acierto de penal | 2:2 | Acierto de penal |  |
|                            | Acierto de penal | 3:3 | Acierto de penal |  |
|                            | Acierto de penal | 4:4 | Acierto de penal |  |
|                            | Acierto de penal | 5:5 | Acierto de penal |  |
|                            | Fallo de penal   | 5:6 | Acierto de penal |  |

| 25 de mayo de 2024 | Bolivia | 0:3 (0:2) | Brasil | Polideportivo Gobernación de Alto Paraná, Ciudad del Este, Alto Paraná |  |
| 16:00 |         |           |        |                                                                        |  |
| Este partido fue tenido en cuenta como clasificatorio para el mundial Sub-20 2024 en Cataluña con la clasificación de Brasil. |         |           |        |                                                                        |  |

### Séptimo puesto
| 26 de mayo de 2024 | Ecuador | 1:4     | Bolivia | Polideportivo Gobernación de Alto Paraná, Ciudad del Este, Alto Paraná |  |
| 14:30              |         | Reporte |         |                                                                        |  |

### Quinto puesto
| 26 de mayo de 2024 | Uruguay | 2:3 (2:0) | Brasil | Polideportivo Gobernación de Alto Paraná, Ciudad del Este, Alto Paraná |  |
| 15:30              |         | Reporte   |        |                                                                        |  |

### Semifinales
| 25 de mayo de 2024 | México | 1:3 (0:1) | Colombia | Polideportivo Gobernación de Alto Paraná, Ciudad del Este, Alto Paraná |  |
| 18:00              |        | Reporte   |          |                                                                        |  |

| 25 de mayo de 2024 | Paraguay | 4:0 (4:0) | Cataluña | Polideportivo Gobernación de Alto Paraná, Ciudad del Este, Alto Paraná |  |
| 20:00              |          | Reporte   |          |                                                                        |  |

### Tercer puesto
| 26 de mayo de 2024 | Cataluña | 6:1 (2:0) | México | Polideportivo Gobernación de Alto Paraná, Ciudad del Este, Alto Paraná |  |
|                    |          | Reporte   |        |                                                                        |  |

### Final
| 26 de mayo de 2024 | Paraguay | 4:6 (3:3, 1:1) (t. s.)(1:3 t. s.) | Colombia | Polideportivo Gobernación de Alto Paraná, Ciudad del Este, Alto Paraná |  |
| 19:00              |          | Reporte                           |          |                                                                        |  |

|                              |
| Bandera de Colombia          |
| Campeón Colombia 2.do Título |

## Medallero
|          |          |          |
| Colombia | Paraguay | Cataluña |

## Tabla General
| Pos. | Equipo   | Pts | J | G | E | P | GF | GC | Dif. | Rend. |
| ---- | -------- | --- | - | - | - | - | -- | -- | ---- | ----- |
| 1    | Colombia | 12  | 6 | 6 | 0 | 0 | 38 | 8  | +30  | 100%  |
| 2    | Paraguay | 10  | 6 | 5 | 0 | 1 | 55 | 7  | +48  | 83,3% |
| 3    | Cataluña | 9   | 6 | 4 | 1 | 1 | 34 | 10 | +24  | 75%   |
| 4    | México   | 5   | 6 | 2 | 1 | 3 | 25 | 18 | +7   | 41,6% |
| 5    | Brasil   | 9   | 6 | 4 | 1 | 1 | 24 | 12 | +12  | 75%   |
| 6    | Uruguay  | 4   | 6 | 1 | 2 | 3 | 18 | 22 | -4   | 33,3% |
| 7    | Bolivia  | 6   | 6 | 3 | 0 | 3 | 33 | 22 | +11  | 50%   |
| 8    | Ecuador  | 3   | 6 | 1 | 1 | 4 | 20 | 36 | -16  | 25%   |
| 9    | Canadá   | 6   | 5 | 3 | 0 | 2 | 24 | 27 | -3   | 60%   |
| 10   | Francia  | 2   | 5 | 1 | 0 | 4 | 10 | 40 | -30  | 20%   |
| 11   | Chile    | 2   | 5 | 1 | 0 | 4 | 21 | 27 | -6   | 20%   |
| 12   | India    | 0   | 5 | 0 | 0 | 5 | 4  | 77 | -73  | 0%    |

## Premios y reconocimientos

### Goleadores
| Jugador       | Equipo   | Goles |
| ------------- | -------- | ----- |
| Yassir Abbadi | Cataluña | 11    |
| Alan Ovelar   | Paraguay | 11    |

### Valla menos vencida
| Jugador      | Selección | Goles |
| ------------ | --------- | ----- |
| Fabián Rivas | Paraguay  | 7     |